# 1998年のラジオ (日本)
1998年のラジオ (日本)では、1998年の日本のラジオ番組、その他ラジオ界の動向について記す。

## 主な番組関連の出来事

### 3月
- 30日 - ニッポン放送「オールナイトニッポン」の第2部を『オールナイトニッポンR』に改題。

### 4月
- 6日 - TBSラジオ『トヨタうわさの調査隊』を開始（その後、2009年3月31日までトヨタが提供、同年10月2日に終了）。
  - それまで同時間帯に放送してきた『小沢昭一の小沢昭一的こころ』は関東地区での放送が『松崎菊也のいかがなものか!?』枠内の15:30頃に移行。

### 9月
- 月末 - ニッポン放送『KOASAくんの日立ほっとトーク』が終了し、『日立ミュージック・イン・ハイフォニック』（1963年 - 1986年）時代から続いた同局の日立製作所提供枠が終了。

### 10月
- 5日 - ニッポン放送の平日帯の10分番組、『田中美和子のどーですか、みなさん!』に替わり、『どうですか歌謡曲』が開始。それに伴い、ニッポン放送の『鶴光の噂のゴールデンアワー』枠は引き続き『どーですか、みなさん!』を継続する為、この枠からニッポン放送の裏送り番組になる。
- 6日 - TBSラジオ『いすゞ歌うヘッドライト〜コックピットのあなたへ〜』が一部変更。
  - 放送開始時間を3:00から4:00に（実質1時間縮小）。
  - いすゞのCMを流す局を30局から7局（TBS・HBC・TBC・CBC・MBS・RSK・RKB）に縮小、この7局でCMが流れている間、他のネット局ではフィラーを流すことに。同時に番組タイトルを『歌うヘッドライト〜コックピットのあなたへ〜』に変更。
  - 南海放送・高知放送は『オールナイトニッポンR』に番組を切り替え。
  - 空いた3時台は『ライド・オン・ミュージック』を放送（ - 2002年3月）。

## 開局
全てコミュニティーFM局のみ
- 1月18日 - ラヂオもりおか
- 1月31日 - エフエム西東京
- 2月1日 - エフエム雪国
- 2月22日 - エフエムたまな（2006年4月30日廃局）
- 3月22日 - エフエム浦安
- 3月26日 - 西宮コミュニティ放送（現:さくらFM）
- 4月1日
  - さっぽろにしエフエムほうそう
  - シティエフエム静岡（FM-Hi!）
- 4月17日
  - 調布エフエム放送
  - エフエムあやべ（FMいかる）
- 4月23日 - 名古屋シティエフエム（2008年6月13日廃局）
- 4月25日 - フラワーコミュニティ放送（フラワーラジオ）
- 4月29日 - やおコミュニティ放送（FMちゃお）（2024年3月31日廃局）
- 4月30日 - エフエムいわぬま
- 5月3日 - エフエム伊東（なぎさステーション）
- 5月15日 - 南紀白浜コミュニティ放送（ビーチステーション）
- 5月29日 - 名古屋中エフエムラヂオ放送（2009年7月31日廃局）
- 5月31日 - 中央エフエム
- 6月1日
  - エフエム佐久平
  - エフエムたじま（FMジャングル）
- 7月6日
  - コミュニティエフエム下関（COME ON! FM（カモンエフエム））
  - エフエム小国（Green Pocket）
- 7月29日 - FMながおか
- 7月30日 - エフエム世田谷
- 8月23日 - エフエムぬまづ(COAST-FM（コーストエフエム）)
- 9月20日 - 市川エフエム放送（2016年11月30日に放送休止、同年12月5日に自己破産、2017年6月に放送局が廃止。）
- 9月24日 - 燕三条エフエム放送（ラヂオは～と）
- 10月1日 - エフエムたじみ（FM PiPi（エフエムピピ））
- 10月10日
  - 酒田エフエム放送
  - おおたコミュニティ放送（エフエム太郎）
- 12月1日 - 秋田コミュニティー放送（ACB）
- 12月23日  - くるめシティエフエム（現:ドリームスエフエム放送）

## 開始番組

### 1998年4月放送開始
NHKラジオ第1放送
- 4日 - 音楽夢倶楽部
- 5日 - クイズ面白講座
- 9日 - 情報スクランブル
- 12日 - ラジオ文芸館

NHK-FM放送
- 1日
  - 今夜のFM番組
  - サンセットパーク
- 5日 - アジアポップスウインド

東京放送
- 6日 - トヨタうわさの調査隊

### 1998年10月放送開始
東京放送
- 6日 - Ride on music!

文化放送
- 開始日不明 - HiP!HOP!PARADISE![1]

ニッポン放送
- 5日 - どうですか歌謡曲

RKB毎日放送
- 開始日不明 - たかじんの風に吹かれて

JFNC
- 開始日不明 - しんドル[1]